# Ryō Nagai
Ryō Nagai (japanisch 永井 龍 Nagai Ryō; * 23. Mai 1991 in Nishinomiya, Präfektur Hyōgo) ist ein japanischer Fußballspieler.

## Karriere
Nagai erlernte das Fußballspielen in der Jugendmannschaft von Cerezo Osaka. Seinen ersten Vertrag unterschrieb er 2010 bei Cerezo Osaka. Der Verein spielte in der höchsten Liga des Landes, der J1 League. Für den Verein absolvierte er 25 Erstligaspiele. Im September 2012 wurde er an den australischen Verein Perth Glory ausgeliehen. 2014 kehrte er zu Cerezo Osaka zurück. Am Ende der Saison 2014 stieg der Verein in die zweite Liga ab. Für den Verein absolvierte er 21 Erstligaspiele. Im Mai 2015 wurde er an den Ligakonkurrenten Ōita Trinita ausgeliehen. Im Juli 2015 kehrte er zu Cerezo Osaka zurück. 2016 wechselte er zum Ligakonkurrenten V-Varen Nagasaki. Für den Verein absolvierte er 41 Ligaspiele. 2017 wechselte er zum Ligakonkurrenten Nagoya Grampus. Für den Verein absolvierte er 23 Ligaspiele. 2018 wechselte er zum Ligakonkurrenten Matsumoto Yamaga FC. 2018 wurde er mit dem Verein Meister der zweiten Liga und stieg in die erste Liga auf. Für den Verein absolvierte er 51 Ligaspiele. 2020 wechselte er zum Ligakonkurrenten Sanfrecce Hiroshima. Im Juli 2022 lieh ihn der Zweitligist Fagiano Okayama für den Rest der Saison aus. Für den Klub aus Okayama bestritt er zwölf Zweitligaspiele. Nach der Saison wurde er am 1. Februar 2023 fest von Okayama unter Vertrag genommen. Hier bestritt er in der Spielzeit 2023 zwei Ligaspiele. Nach einer Spielzeit wechselte er Anfang 2024 zum Drittligisten Giravanz Kitakyūshū.

## Erfolge
Matsumoto Yamaga FC
- Japanischer Zweitligameister: 2018